# Couepia ovalifolia
Couepia ovalifolia là một loài thực vật có hoa trong họ Cám. Loài này được (Schott) Benth. ex Hook.f. mô tả khoa học đầu tiên năm 1867.